# Dagmarkorset
Dagmarkorset er et relikviekors i guld og emalje, udført som et hængesmykke. Den tilhører Nationalmuseets samling.
Smykket er 4,3 cm højt, 2,9 cm bredt og har en tykkelse på 0,3 cm. Det er sandsynligvis lavet i Byzans omkring år 1000–1200 e.Kr., dog uden at man ved dette med sikkerhed. Korsets ene side viser den korsfæstede Kristus, på den anden siden ser man et Kristus Pantokrator motiv, omgivet af Maria, Johannes Døberen og helgenerne Basilios den store og Johannes Khrysostomos.
Korset blev angiveligt fundet i en grav i Sankt Bendts Kirke i Ringsted i 1683, da provst Christian Blichfeld ville anlægge en grav for sin hustru, og derfor helt eller delvist fjernede gravene til dronning Dagmar og Valdemar Sejrs søster, dronning Richiza. Korset blev indleveret til Det kongelige kunstkammer i 1695. Det blev da hævdet at det blev fundet i dronning Dagmars grav og har siden da været kendt som Dagmarkorset. Der findes imidlertid ikke noget bevis for beretningen, ligesom korset kan have ligget i Richizas grav.
Da den danske prinsesse Alexandra, datter af senere Christian IX giftede sig med senere Edvard VII af Storbritannien, gav Frederik VII hende en kopi af korset i gave. Det er siden blevet en tradition at give piger et dagmarkors som dåbs- eller konfirmationgave.